# آکروفیستر
آکروفیستر (نام علمی: Acrophyseter deinodon) نام یک گونه از طبقه‌بندی نامشخص است.